# 八神徳幸
八神 徳幸（やがみ のりゆき、1968年6月27日 - ）は、日本の俳優。
東京都出身。東京宝映テレビを経て、東京俳優生活協同組合所属。

## 出演

### テレビドラマ
NHK
- 太平記 第10話「帝の挙兵」・第12話「笠置落城」（1991年） - 宗良親王 役
- ピュア!〜一日アイドル署長の事件簿〜 第1話・第3話（2019年）

TBS
- 誰かが私を恨んでる（1988年） - 北島満 役
- ドラマチック22「山野さんちの幸福な性」（1990年） - 池谷順一 役
- きみはペット 第3話「彼氏VSペット（♂）」（2003年）
- インハンド 第2話（2019年）
- この恋あたためますか（2020年10月20日 - ） - 武沢慶介 役
- アトムの童（2022年11月13日）ジャパンゲーム大賞MC役

テレビ朝日
- 大都会25時 第3話「プッツン娘が見ていた」（1987年） - 広瀬達夫 役
- 代表取締役刑事 第20話「街の灯」（1990年 - 1991年） - 今村新一 役
- 愛しの刑事 第18話「刑事防犯課を占拠する女! 婦警が人質に!?」（1992年 - 1993年） - 庄田修 役
- 7人の女弁護士 第7話「日本舞踊・名門殺人家元夫人は二度殺される」（2006年）
- バーテンダー 第1話「嵐を呼ぶ男VS伝説ホテル王…永久にまずい酒」（2011年）
- 土曜ワイド劇場「広域警察4・東京〜札幌〜登別温泉、殺人犯は何処へ消えたのか?」（2013年）
- BG〜身辺警護人〜 第1話（2018年）

フジテレビ
- 時には母のない子のように（1988年）
- スタアの恋 第11話「永遠のキス」（2001年）
- 救命病棟24時 　第３シリーズ

テレビ東京
- ウルトラQ dark fantasy 第23話「右365度の世界 ALICE in the 365 degree world」（2004年） - 職員 役

MBS
- ウルトラマンメビウス 第45話「デスレムのたくらみ」（2007年） - テレビレポーター 役

WOWOW
- 連続ドラマW 正体 第3話（2022年3月26日）

### 映画
- 花物語（1989年） - 枝原勇一
- レディ・ジョーカー（2004年）
- クライマーズ・ハイ（2008年）

### バラエティー番組
- テレビショッピング（商品コメンテーター）
- ダイナミック通販（メインMC）
- 虎ノ門（虎ノ門テレビショッピングMC）
- 美の巨人たち　山雲濤声 （唐招提寺障壁画の記録 東山魁夷・作）
- 熱闘!ゴルフ向上委員会（2006年 - 2009年） - ナレーター

### DVD
- スカイフィッシュの捕まえ方
- スカイフィッシュの捕まえ方・板尾創路編
- ダイナミック通販

### 舞台
- 櫂（1989年、芸術座） - 健太郎
- 千姫様（1989年、京都南座） - 松平長七郎
- 恋らんまん（1994年、新橋演舞場）

### CM
- アリコジャパン

### 特別出演
- 陣内智則コント「ニュース番組」 - 西村健一　役
- 陣内智則コント「鼻歌検索」-鼻歌検索スタッフ　役